# 山本勇 (スケートボーダー)
山本 勇（やまもと いさむ、2003年4月26日 - ）は、日本のプロスケートボーダー、フリースケーター、ロングボーダー、アーティスト。滋賀県大津市出身。バンタンデザイン研究所高等部スケートボード&デザイン専攻卒業。フリースタイルを主な得意種目とするが、ロングボードやフリースケート等の種目も得意とする。
フリースケートではJMKRIDE契約ライダーとして活躍している。

## 受賞履歴
- 2011年10月: JFSA難波　ベストトリック賞
- 2012年3月: 第1回MEGANE CUP（九州フリースタイルスケートボードコンテス ト）キッズクラス優勝、オープンクラス6位入賞
- 2012年4月: AJSA関西アマチュアサーキット第1戦 特別賞
- 2012年9月: ワイワイスケートボードコンテスト フリースタイルBクラス 3位
- 2012年10月: FS.comビデオコンテスト 5位
- 2012年11月: SSG CUP ビギナークラス 優勝
- 2012年11月: JFSA全国フリースタイルSK8選手権大会 アマクラス5位
- 2013年3月: 第2回MEGANE CUP　キッズクラス優勝、オープンクラス優勝、プロ・アマオープンクラス3位
- 2013年4月: ムラサキスポーツ ライドライフツアー大津ラウンド 準優勝
- 2013年4月: AJSA関西アマチュアサーキット第1戦 特別賞
- 2013年5月: ろーぐすカップ 4位
- 2013年7月: ワイワイスケートボードコンテスト フリースタイルオープンクラス 優勝
- 2013年9月: JFSA全国フリースタイルSK8選手権大会 アマクラス5位
- 2013年11月: FS.comビデオコンテスト2 位
- 2013年12月: Woods SK8 コンテスト 特別賞
- 2014年3月: MEGANE CUP オープンクラス 優勝
- 2014年5月: カナダ World Round UP アマチュア 優勝
- 2014年7月: ワイワイフリースタイルコンテスト VSm80クラス 準優勝
- 2014年8月: 扇ヶ浜フリースタイルフェスタ アマクラス 優勝
- 2014年9月: JFSA全日本 アマクラス 優勝
- 2015年3月: 第4回MEGANE CUP プロ・アマ オープンクラス 優勝
- 2015年5月: カナダ World Round Up プロクラス 4位
- 2016年5月: カナダ World Round Up プロクラス 2位
- 2017年5月: カナダ World Round Up プロクラス 優勝
- 2018年: カナダ World Round Up プロクラス 優勝
- 2019年: カナダ World Round Up プロクラス 優勝
- 2020年7月: カナダ World Round Up online showdown プロクラス 準優勝
- 2021年7月: カナダ World Round Up online showdown プロクラス 優勝
- 2022年９月: ドイツ Euro freestyle skateboard contest プロクラス優勝
- 2023年５月: カナダ World Round Up プロクラス 優勝